# Heterolepidoderma longicaudatum
Heterolepidoderma longicaudatum är en djurart som tillhör fylumet bukhårsdjur, och som beskrevs av Kisielewski 1979. Heterolepidoderma longicaudatum ingår i släktet Heterolepidoderma och familjen Chaetonotidae. Inga underarter finns listade i Catalogue of Life.